# John Dingell senior

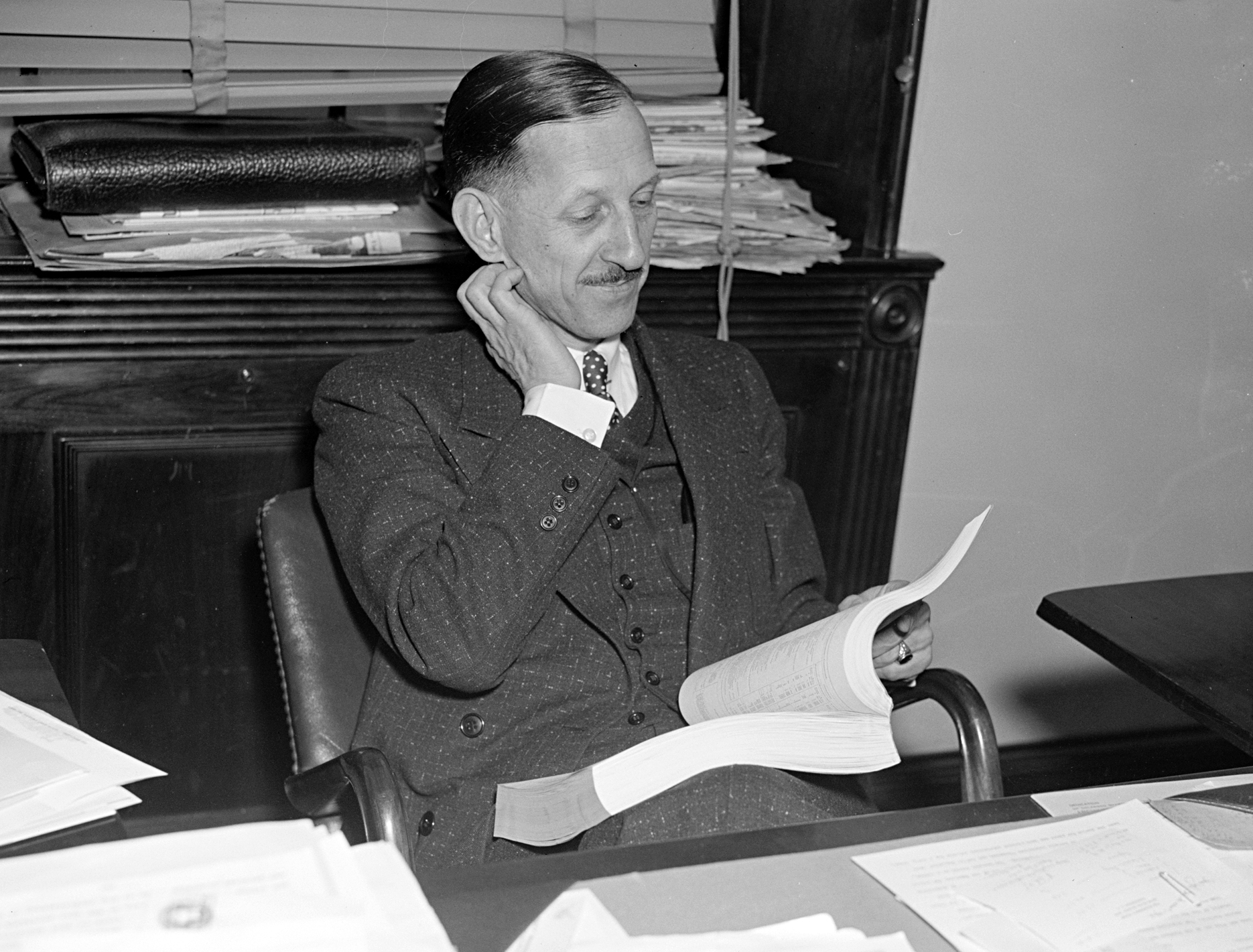
John Dingell (1939)

John David Dingell Sr. (* 2. Februar 1894 in Detroit, Michigan; † 19. September 1955 in Washington, D.C.) war ein US-amerikanischer Politiker. Zwischen 1933 und 1955 vertrat er den Bundesstaat Michigan im US-Repräsentantenhaus.

## Werdegang
John Dingell wurde als John Dzieglewicz geboren. Später änderte er aus wahlkampftaktischen Gründen seinen Nachnamen in Dingell. In seiner Jugend arbeitete er als Nachrichtenausrufer, Drucker und Zeitungsausträger. Außerdem war er am Bau von Gaspipelines beteiligt und wurde Großhändler von Rind- und Schweinefleisch. Später war er bei der Druckerei einer Zeitung in Detroit angestellt. Wegen einer Erkrankung an Asthma und Tuberkulose verbrachte er in den 1920er Jahren einige Zeit zur Erholung in Colorado.
Politisch war Dingell Mitglied der Demokratischen Partei. Bei den Kongresswahlen des Jahres 1932 wurde er im damals neugeschaffenen 15. Wahlbezirk von Michigan in das US-Repräsentantenhaus in Washington gewählt, wo er am 4. März 1933 sein neues Mandat antrat. Nach sieben Wiederwahlen konnte er bis zu seinem Tod am 19. September 1955 im Kongress verbleiben. Dort wurden zunächst die New-Deal-Gesetze der Bundesregierung unter Präsident Franklin D. Roosevelt verabschiedet. Seit dem 7. Dezember 1941, dem Tag des japanischen Angriffs auf Pearl Harbor, war auch die Arbeit des Kongresses von den Ereignissen des Zweiten Weltkrieges geprägt. Danach erlebte Dingell im Kongress den Beginn des Kalten Krieges und den Koreakrieg sowie den Anfang der Bürgerrechtsbewegung. Im Jahr 1933 wurde der 21. und 1951 der 22. Verfassungszusatz verabschiedet.
John Dingell war mit Grace Bigler Dingell verheiratet, mit der er drei Kinder hatte. Darunter war der Sohn 1926 geborene John, der nach einer Nachwahl das von seinem Vater ausgeübte Abgeordnetenmandat im Kongress übernehmen konnte. Der jüngere Dingell gehörte dem Kongress danach ununterbrochen bis zum Jahr 2015 an.